# 비키니 핵 실험

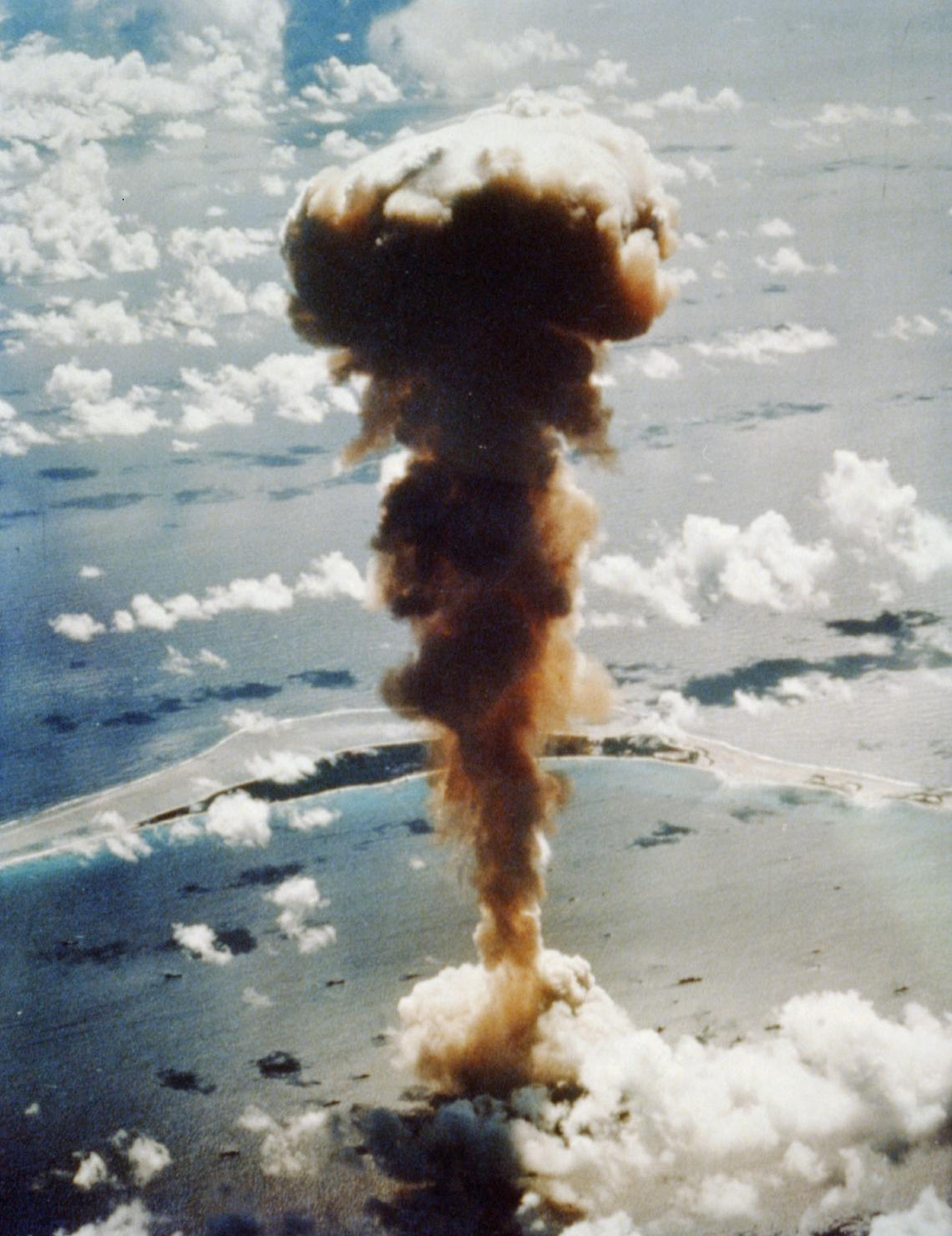
1946년 7월 1일 이루어진 핵무기 실험 “에이블”. TNT 23 킬로톤 (96 테라줄) 규모 폭발이 일어났다

7월 25일 이루어진 두번째 실험 "베이커". 수중 25 미터에서 폭발하였다.

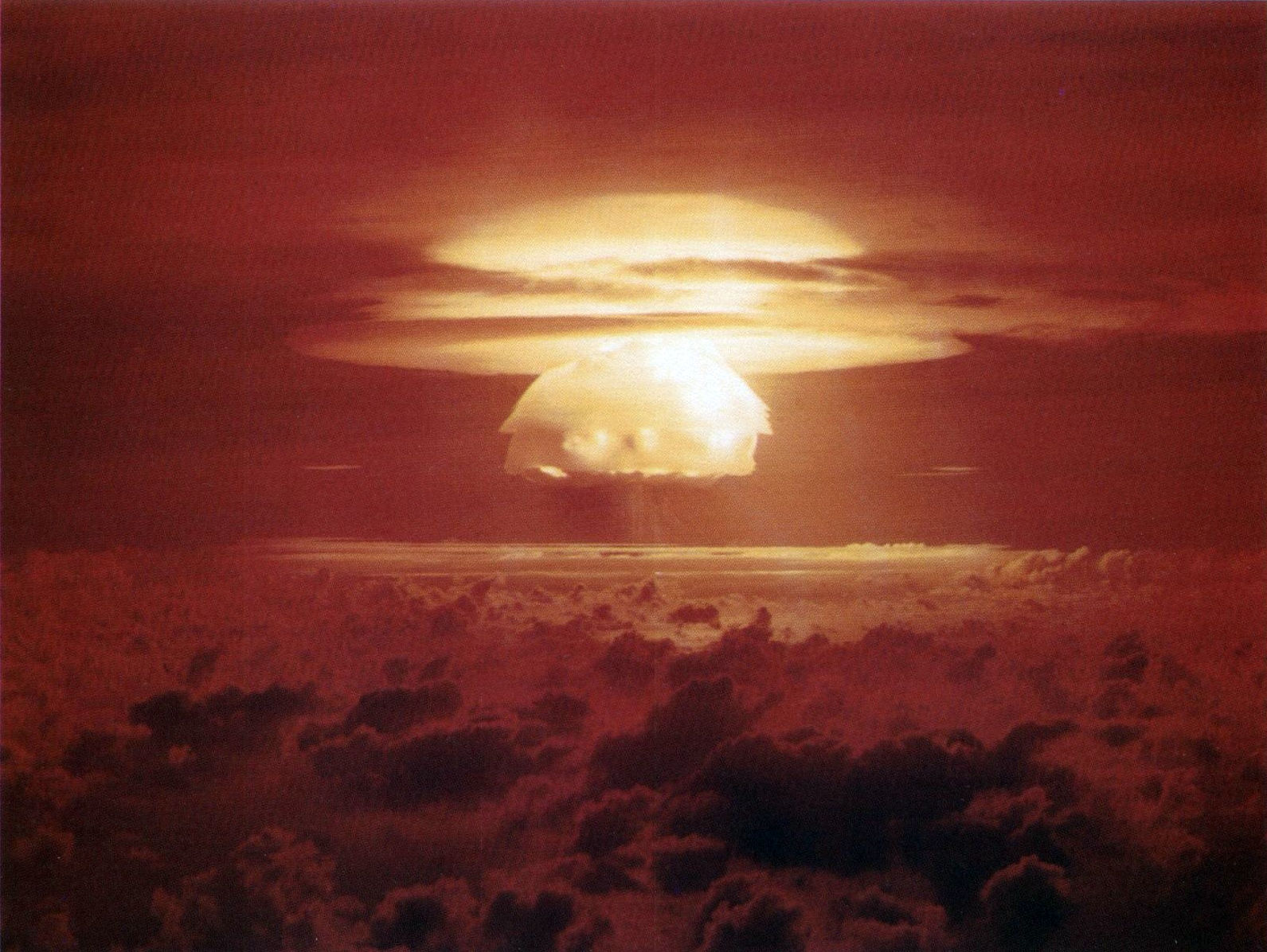
1954년 3월 1일 최초의 수소폭탄 캐슬 브라보 실험의 버섯 구름

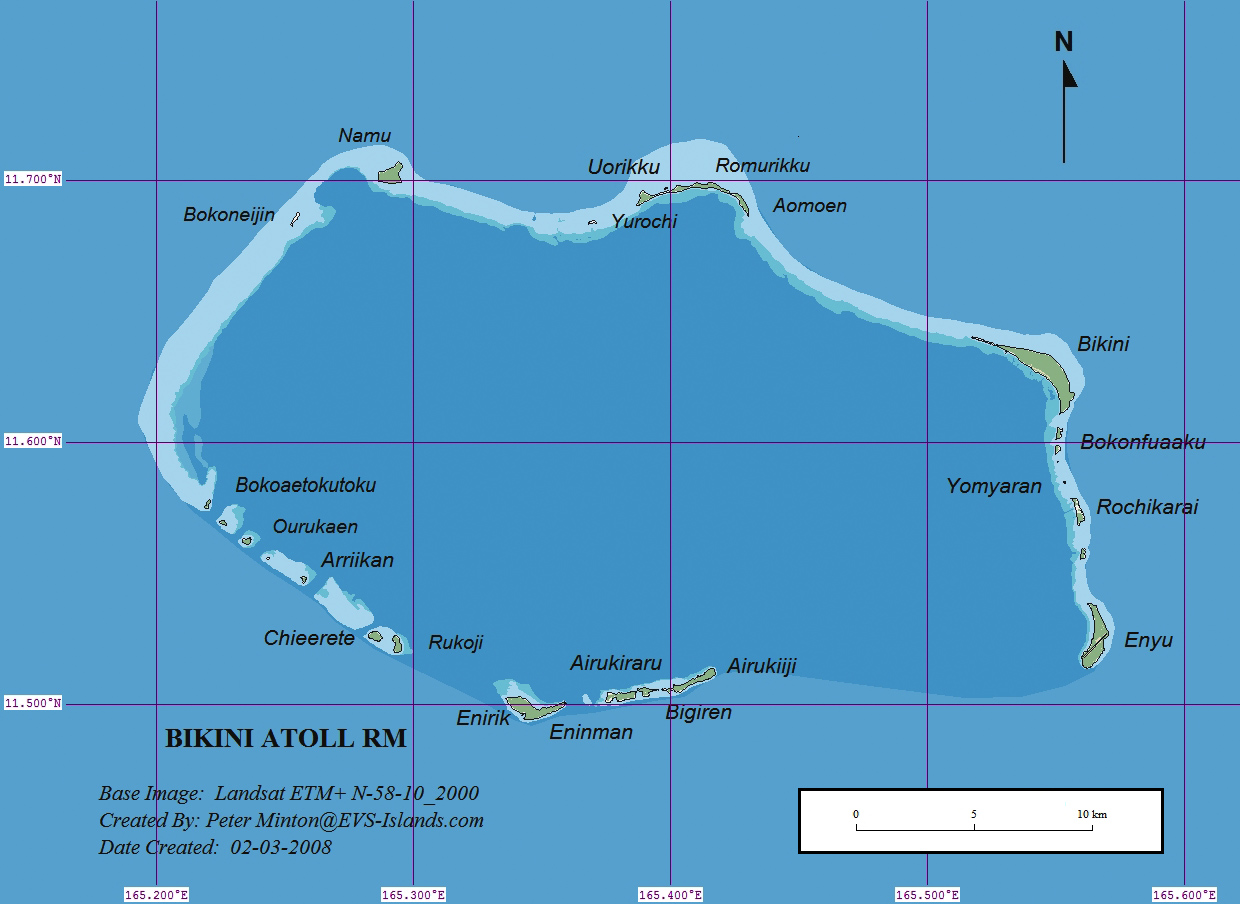
비키니 환초의 지도

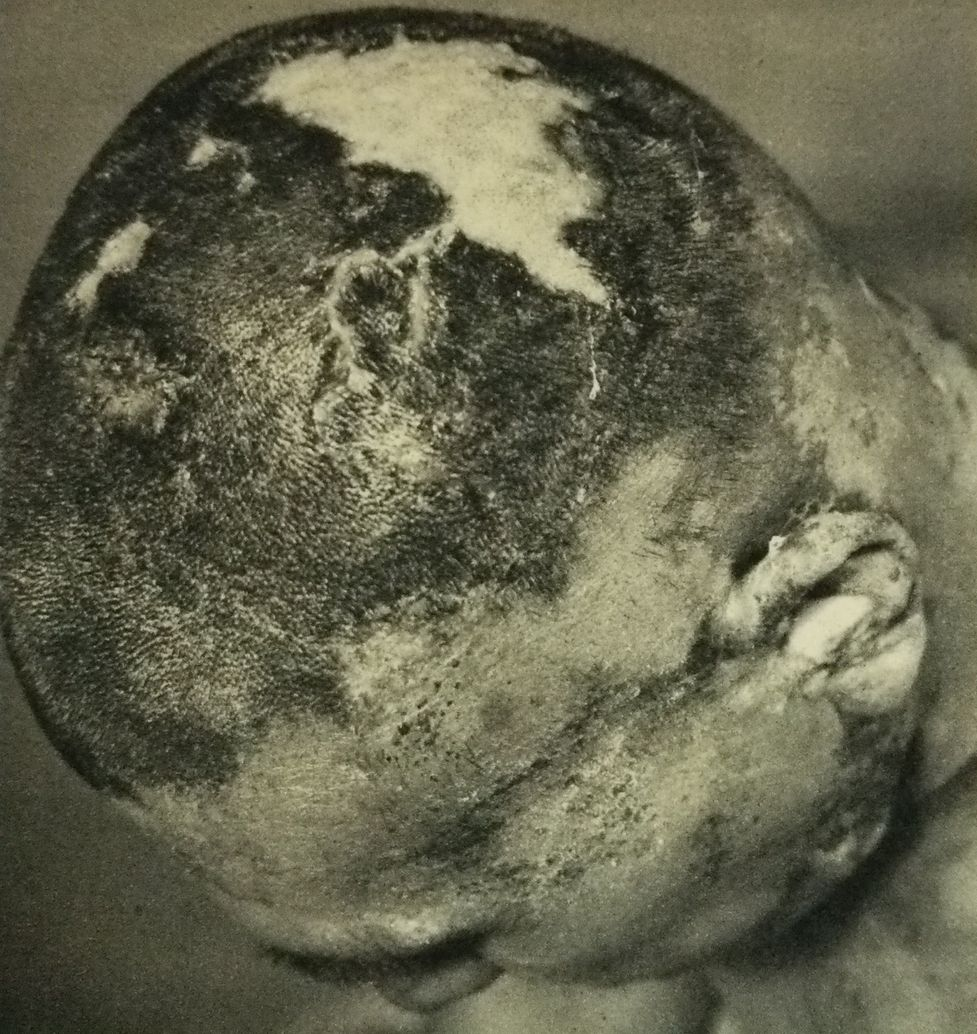
비키니 핵 실험에 피폭당한 제5후쿠류마루호의 선원

비키니 핵 실험은 1946년부터 1958년까지 비키니 환초에서 이루어진 미국의 핵무기 실험이다. 모두 23개의 핵무기가 사용되었으며 공중과 수중, 해수면에서 폭발 실험이 있었다. 비키니 핵 실험은 크로스로드 작전의 일환으로 1946년 7월부터 진행되었다. 크로스로드 작전은 순차적으로 에이블(Able), 베이커(Baker), 찰리(Charlie)로 명명되어 진행되었는데, 베이커 단계까지 진행된 뒤  찰리 단계는 취소되었다. 미국 원자력 위원회에서 오랫동안 일한 글렌 T. 시보그는 베이커 실험에 대해 “세계 최초의 핵 재앙”이라고 하였다.
냉전 당시 미국은 소련을 상대로 보다 크고 강한 핵폭탄을 만드는 핵 군비 경쟁을 벌이고 있었다. 비키니 핵 실험에서 사용된 핵무기 가운데에는 히로시마와 나가사키의 원자 폭탄 투하에 사용된 폭탄의 1천 배에 달하는 위력을 보인 것도 있었다.
1946년 이루어진 비키니 핵 실험 결과는 세계 곳곳에 타전되었고, 이후 비키니라는 이름이 널리 알려지게 되었다. 프랑스 파리의 기술자였던 루이 레아르(Louis Réard)는 새로운 수영복을 내놓으면서 사람들의 이목을 집중시키기 위해 비키니를 상표로 등록하였다. 이후 비키니는 수영복으로 널리 알려지게 되었다. 그러나, 비키니 핵 실험으로 인근에 살고 있던 원주민들과 근처에서 작업 중이던 어선 선원들이 피폭되는 결과를 가져왔고 세계적인 비난의 대상이 되었다. 미국은 원주민들의 피폭에 대해 1억5천만 달러를 보상금으로 지급하였다.

## 준비
1946년 2월 미국 정부는 “인류의 선의와 모든 세계 전쟁의 종말”을 명분으로 비키니 환초 인근의 마이크로네시아에 살고 있는 원주민들을 다른 곳으로 소개(疏開)하였다. 이에 따라 그곳에 있던 알라프인 열한 가족 가운데 아홉 가족이 200 여 km 떨어진 롱게리크 환초로 이주되었다. 1946년 7월 3일 미해군 공병단은 원주민의 교회와 마을 회관 등을 해체하여 새로운 이주지역으로 옮겼다. 롱게리크 환초는 비키니 환초의 6분의 1 크기이다. 롱게리크 환촌에는 민물이 부족하고 마땅한 식량이 부족하였다. 원주민들은 롱게리크 환초가 악마 우제의 딸들에게 저주받았다고 여겼다.
미국 정부는 실험을 위하여 242척의 선박과 42,000명에 달하는 인원을 동원하였다. 비키니 환초의 섬들은 이들이 여가를 즐기는 곳으로 쓰였고, 핵 실험을 위한 벙커와 접안 시설이 세워졌다. 실험의 기록을 위해 카메라가 달린 23 미터 높이의 철탑이 세워졌다.

## 핵 실험
비키니 환초의 핵 실험은 크로스로드 작전과 캐슬 브라보 실험으로 진행되었다. 크로스로드 작전은 순차적으로 에이블(Able), 베이커(Baker), 찰리(Charlie)로 명명되어 진행되었는데, 1946년 7월 1일 실시된 에이블 실험에서는 TNT 23 킬로톤 급의 핵폭탄이 사용되었다. 실험 계획은 목표물의 160 미터 상공에서 폭발하는 것이었으나, 실제 폭발은 460 - 610 미터 상공에서 일어났다. 두 번째 실험인 베이커는 7월 25일 실시되어 가라앉힌 8척의 배를 표적으로 삼아 수중 25 미터에서 폭발하였다. 찰리 실험은 취소되어 진행되지 않았다. 찰리를 위해 준비된 핵폭탄은 1955년 위그웜 작전에 사용되어 캘리포니아 연안 심해에서 폭발 실험이 이루어졌다.
1954년 3월 1일 미국은 캐슬 작전의 일환으로 비키니 환초에서 캐슬 브라보 실험을 하였다. 이 실험에서는 수소폭탄이 사용되었고, 그 폭발 규모는 히로시마와 나가사키의 원자 폭탄 투하에 사용된 폭탄의 1천 배에 달하는 위력을 보였다.

## 피폭
롱게리크 환초로 소개된 원주민들은 방사능 낙진 피해를 입었다. 이들이 눈처럼 날리는 것에 몸이 닿자 방사능 화상을 입었고, 목과 팔다리 뿐만 아니라 타는 듯한 통증과 함께 눈이 멀기도 하였다. 캐슬 브라보 실험에서는 일본 어선 제5후쿠류마루 호가 인근 해상에서 조업을 하다 낙진을 맞았다. 이러한 민간인 희생자의 발생으로 비키니 핵 실험은 세계적인 비난을 받았다.

## 같이 보기
- 차가이-I
- 차가이-II